# Mattenheim József

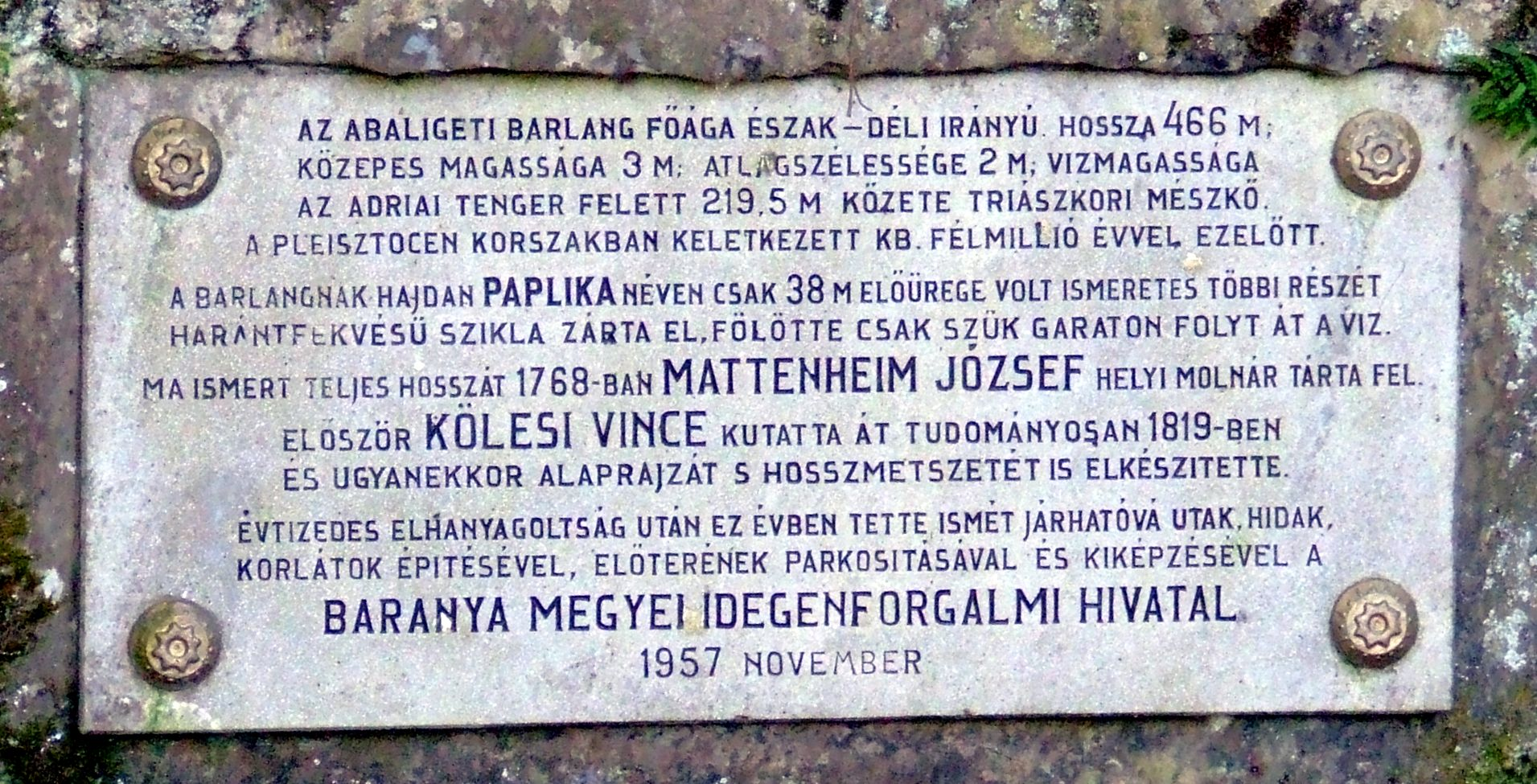
Emléktáblája az Abaligeti-barlangnál

Mattenheim József (? -?) molnár, az Abaligeti-barlang feltárója.
A malmát hajtó Abaligeti-forrás Paplikának nevezett előüregének megbontásával 1768-ban egy társával bejutott a barlang főágába, s feltárta azt – a vízfolyással szemben haladva – a járat végén lévő tóig, hogy megkeressék a malmot hajtó elapadt patak forrását. A hagyomány szerint ő állíttatta az abaligeti Hármaskeresztet. Állítólag tizenöt gyermeke született a molnárnak, de születésük után egymás után meghaltak. Már a nyolcadikat temette el, amikor fogadalomból emeltette a kálváriát.

## Emlékezete
- Emlékét őrzi az Abaligeti-barlangnál 1957-ben elhelyezett emléktábla.